# Roy Bittan
Roy Bittan (ur. 2 lipca 1949 w Nowym Jorku) – amerykański muzyk, najbardziej znany ze współpracy z Bruce’em Springsteenem, przyłączył się do jego zespołu E Street Band 23 sierpnia 1974. Bittan, znany jako „Profesor”, gra na instrumentach klawiszowych – na fortepianie, organach, syntezatorze, a także na akordeonie.
Roy Bittan jest znanym i popularnym muzykiem studyjnym, grał wspólnie z wieloma znanymi artystami reprezentującymi różne gatunki muzyczne. Byli to m.in. David Bowie (na albumach Station to Station i Scary Monsters), Jackson Browne, Tracy Chapman, Chicago, Dire Straits, Peter Gabriel, Meat Loaf, Stevie Nicks, Bob Seger i Bonnie Tyler.